# ایگل ریور (ویسکانسین)
ایگل ریور، ویسکانسین  (به انگلیسی: Eagle River) شهری در شهرستان ویلس ایالت ویسکانسین است که در سال ۱۹۳۷ بنیان‌گذاری شده‌است. این شهر طبق سرشماری سال ۲۰۱۰ میلادی ۱٬۳۹۸ نفر جمعیت داشته‌است.

## نگارخانه

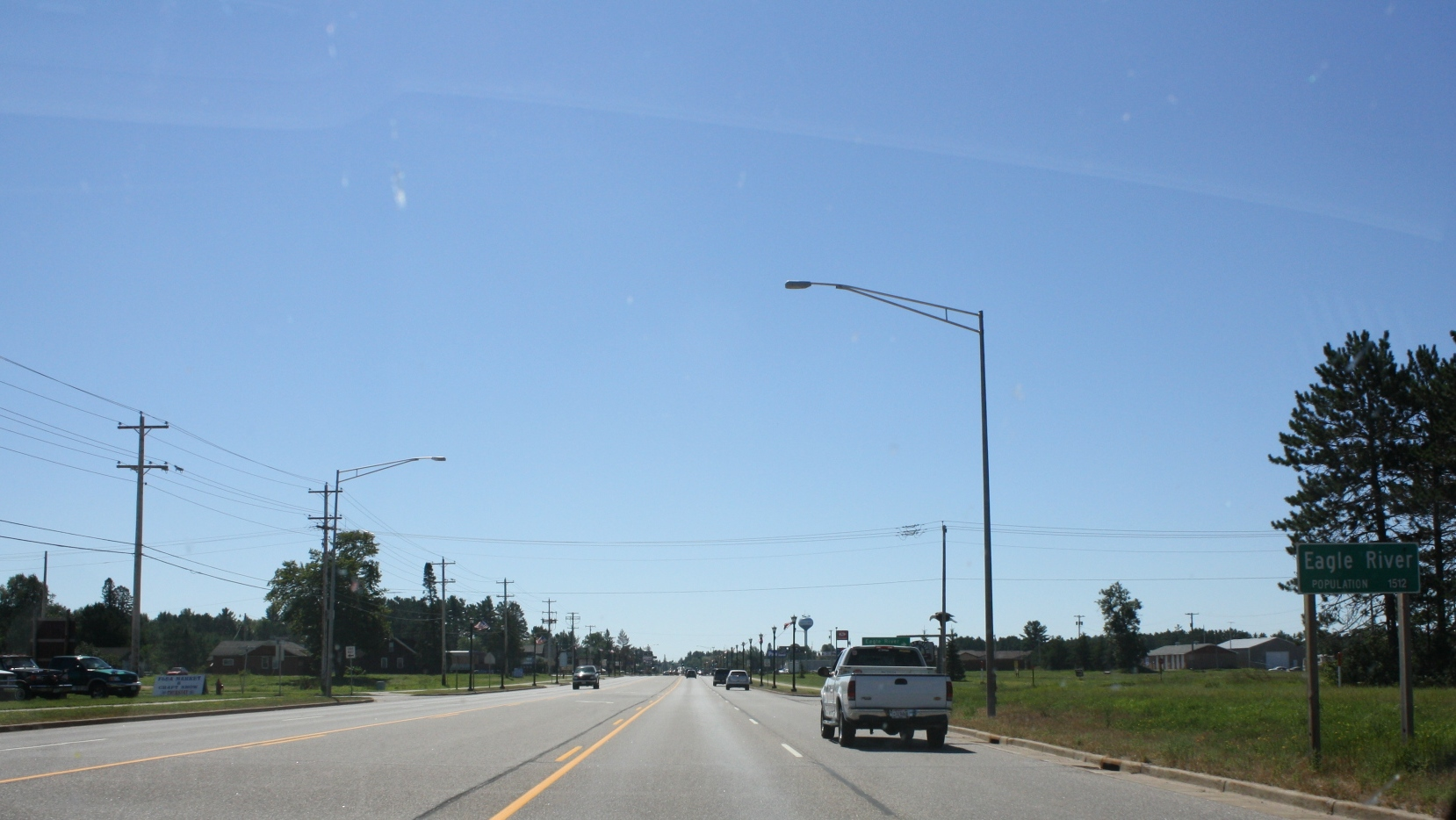
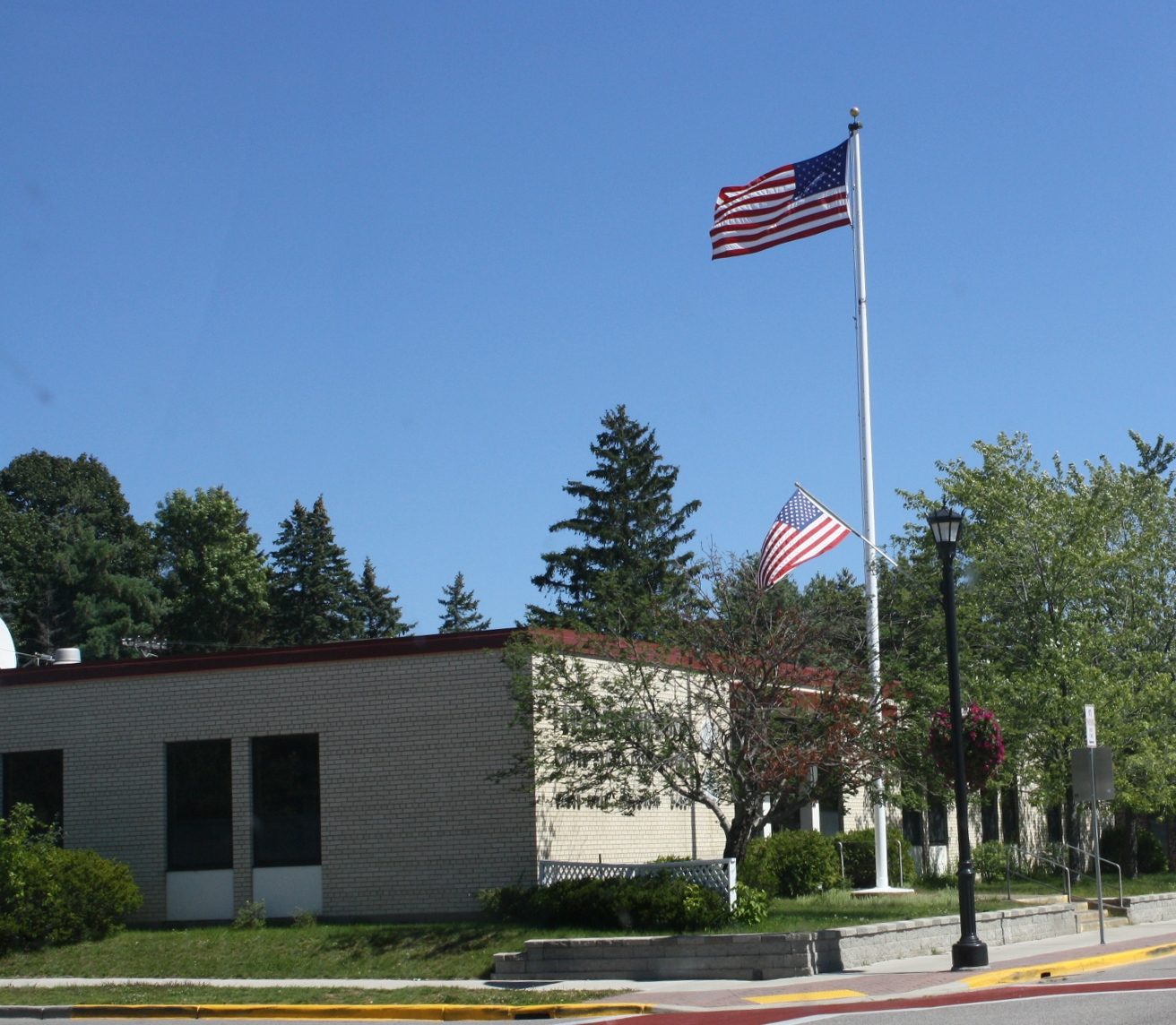
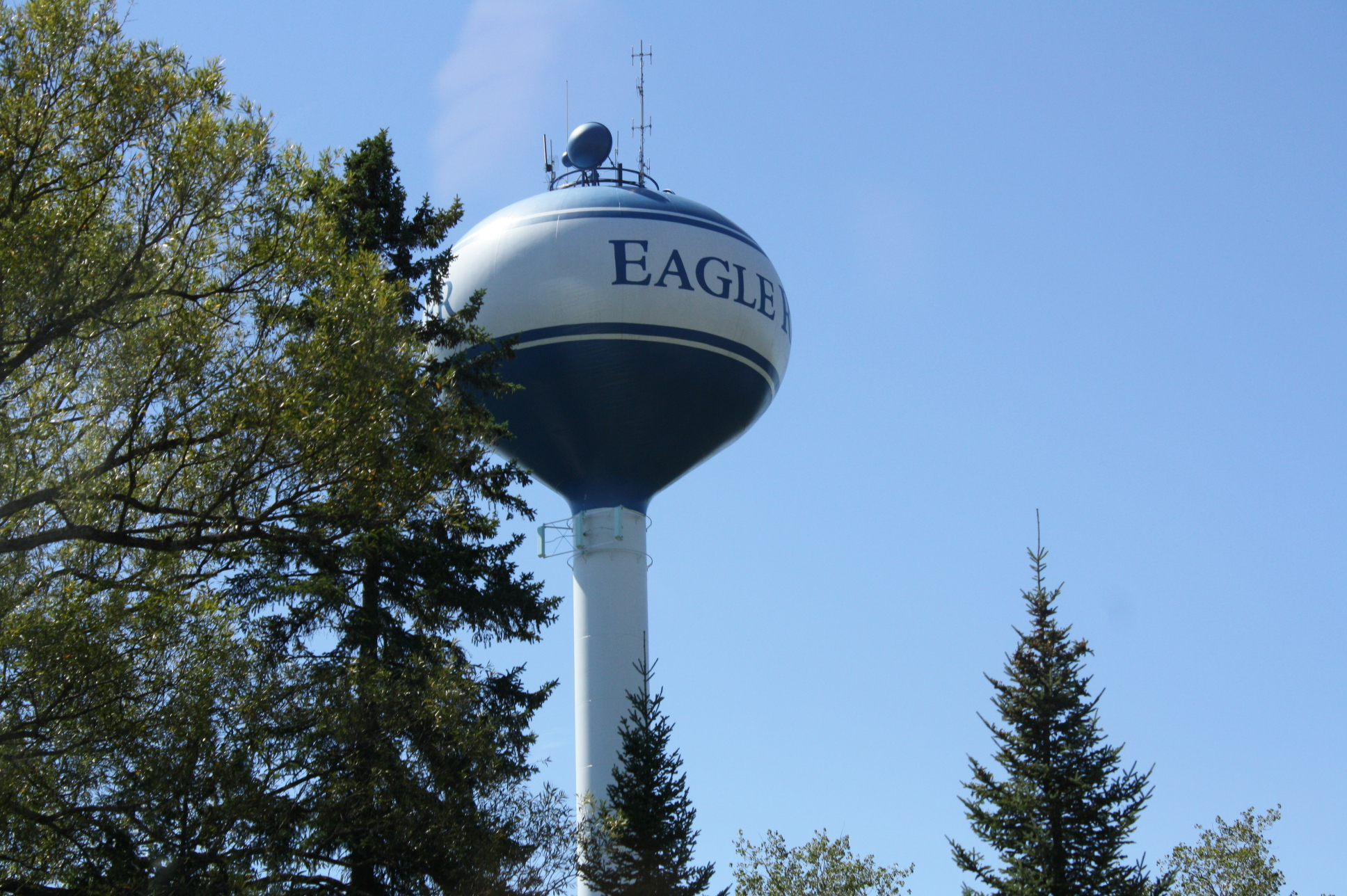
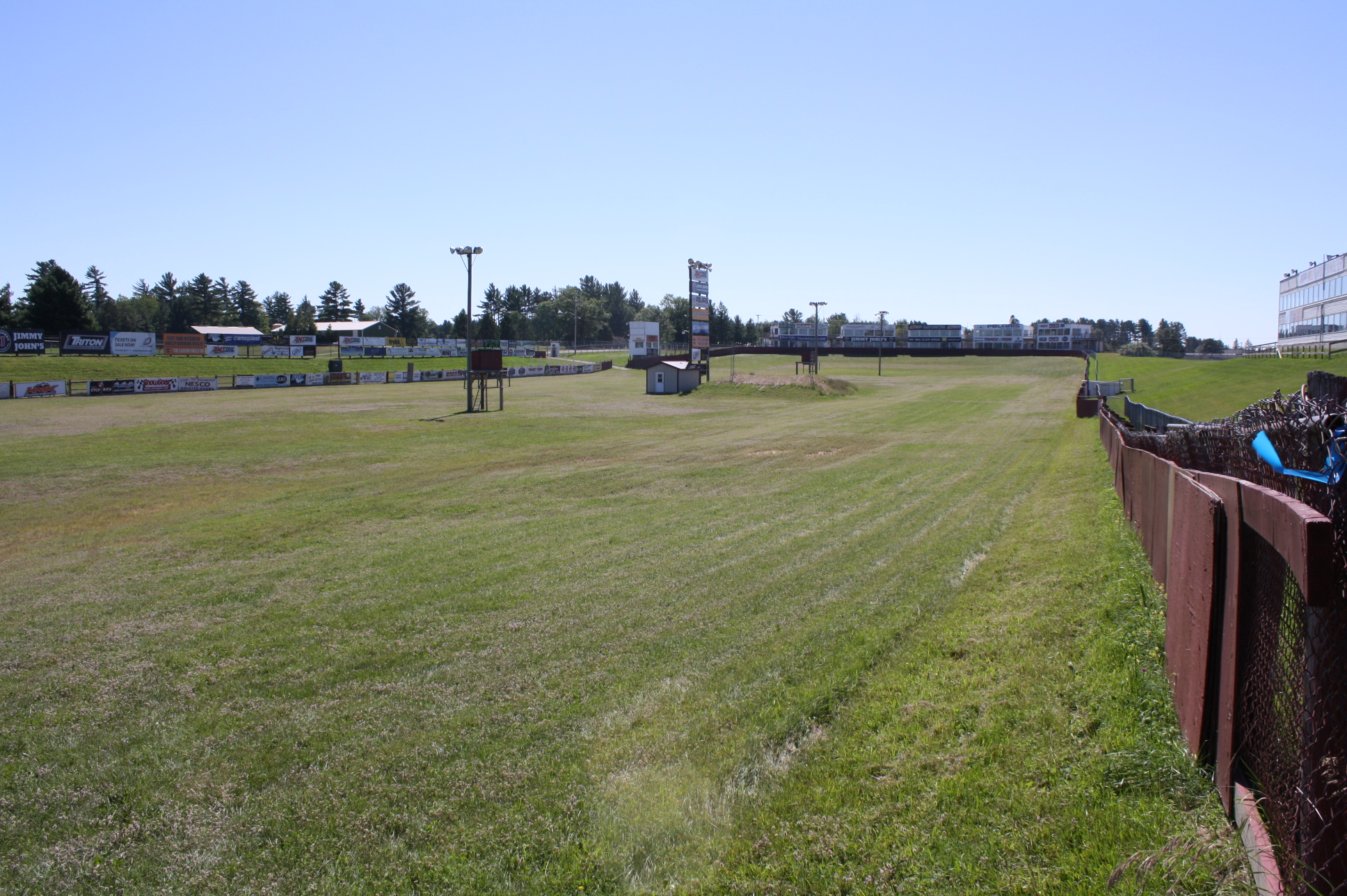
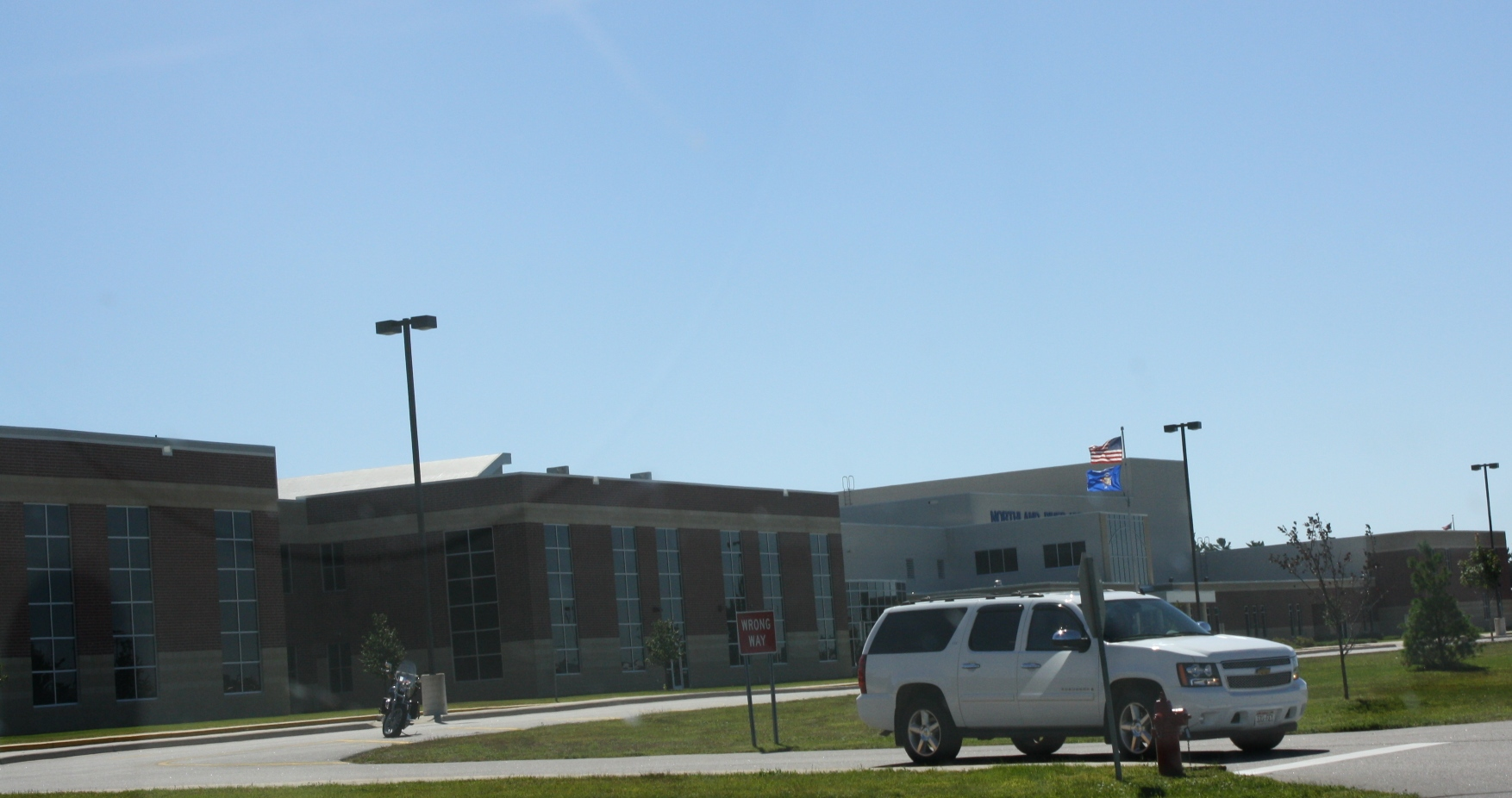
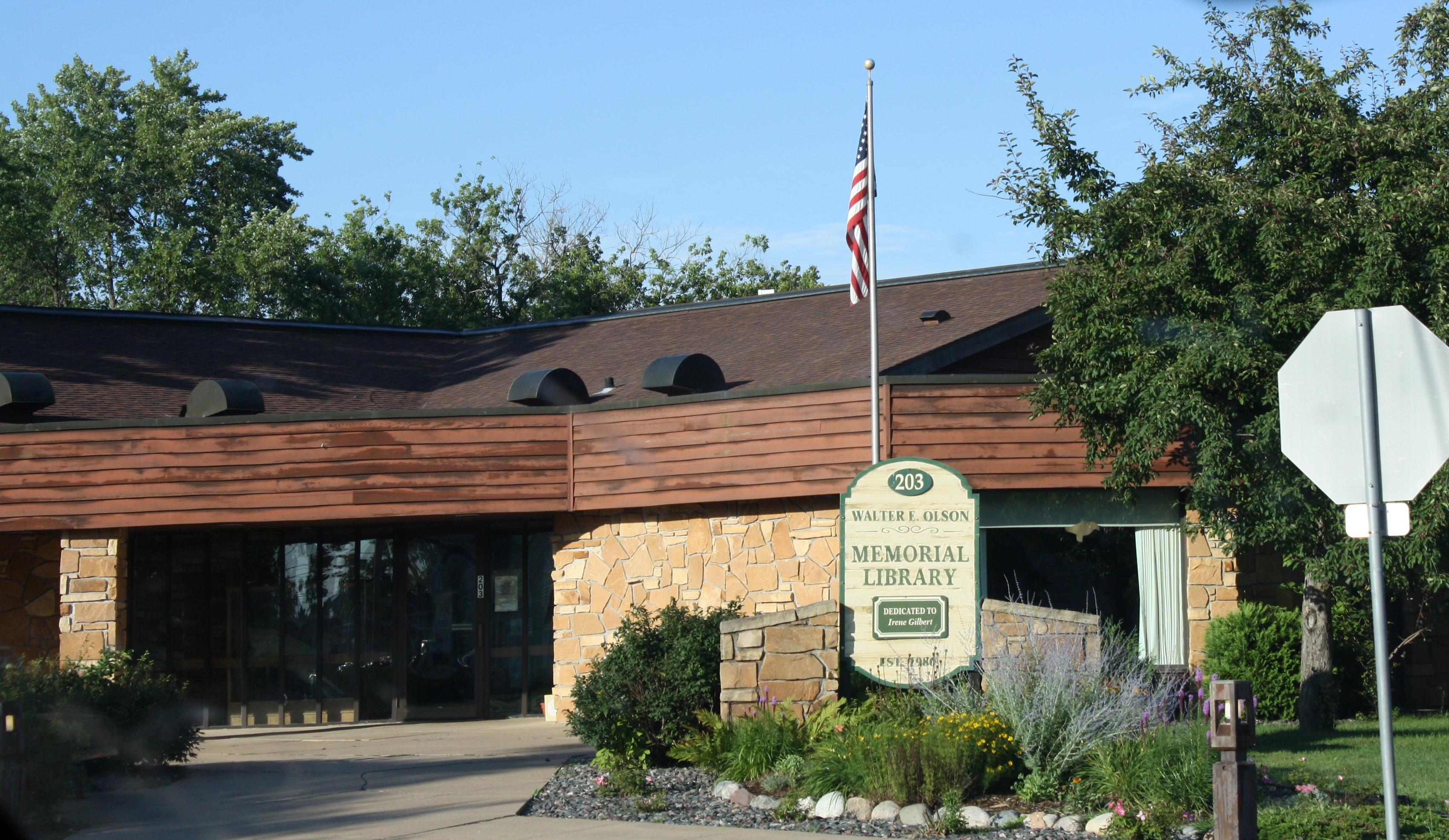